# Ophiopholis brachyactis
Ophiopholis brachyactis är en ormstjärneart som beskrevs av Hubert Lyman Clark 1911. Ophiopholis brachyactis ingår i släktet Ophiopholis och familjen bandormstjärnor. Inga underarter finns listade i Catalogue of Life.